# Omega2 Cygni
Título a ser usado para criar uma ligação interna é Omega2 Cygni.
Omega2 Cygni (Ruchba, Rukbat al Dajajah, Al Rukbah al Dajajah, 46 Cygni) é uma estrela dupla na direção da constelação de Cygnus. Possui uma ascensão reta de 20h 31m 18.81s e uma declinação de +49° 13′ 13.3″. Sua magnitude aparente é igual a 5.44. Considerando sua distância de 404 anos-luz em relação à Terra, sua magnitude absoluta é igual a −0.03. Pertence à classe espectral M2III.